# 沈定庵
沈定庵（1927年2月1日—2023年1月25日），號小山，男，浙江绍兴人，中国书法家、画家、篆刻家，曾任中国书法家协会理事，浙江省书法家协会副主席。